# Buenache de Alarcón
Buenache de Alarcón là một đô thị trong tỉnh Cuenca, cộng đồng tự trị Castile-La Mancha Tây Ban Nha. Đô thị này có diện tích là 64,16 ki-lô-mét vuông, dân số năm 2009 là 657 người với mật độ 10,24 người/km². Đô thị này có cự ly 58 km so với tỉnh lỵ Cuenca.